# Trachydactylus
Trachydactylus – rodzaj jaszczurek z rodziny gekonowatych (Gekkonidae).

## Zasięg występowania
Rodzaj obejmuje gatunki występujące w Omanie, Jemenie i Zjednoczonych Emiratach Arabskich. 

## Systematyka
Rodzaj zdefiniowali w 1959 roku herpetolodzy – Izraelczyk Georg Haas i Brytyjczyk James Clarence Battersby – w artykule poświęconym płazom i gadom z Arabii opublikowanym w czasopiśmie Copeia. Gatunkiem typowym jest (oryginalne oznaczenie) Trachydactylus spatalurus.

### Etymologia
Trachydactylus: gr. τραχυς trakhus ‘szorstki, chropowaty’; δακτυλος daktulos ‘palec’.

### Podział systematyczny
Do rodzaju należą następujące gatunki: 
- Trachydactylus hajarensis (Arnold, 1980)
- Trachydactylus spatalurus (Anderson, 1901)